# アルサン
アルサン(英語: arsane、羅Arsanum) は、慣用名アルシンのIUPAC系統名。砒化水素（ひかすいそ、羅Hydrogenium arsenatum, Hydrogenii Arsenidum）、水素化砒素 (すいそかひそ、羅Arsenicum hydratum, Arsenici Hydridum)とも呼ばれる。
アルサンは、AsnHn+2という分子式で一般に表わされる鎖式飽和砒化水素の総称である。単結合のみからなる砒素原子骨格と水素原子とのみからなるニクトゲン化水素である。IUPAC命名法ではアザン同様に、砒素原子数を数接頭辞としてアルサンに前置する。モノアルサン、ジアルサン、トリアルサン…等。二重結合を含む場合はアルサンをアルセンに変える、骨格はループを形成している場合はシクロを前置するなどアルカンと同様に命名すれば良い。
又、単にアルサン（或いはアルシン）と言えば原子１つのモノアルサンを指す事が多い。これは分子式 AsH3で表される分子量 77.95の無機化合物である（アンモニアの砒素類縁体、詳細は「アルシン」参照）。これにプロトンが配位したカチオンAsH4+をアルサニウムイオンという（アンモニウムイオンNH4+ の砒素類縁体である。）。
一方、モノアルサンAsH3 を母化合物とする有機化合物 R3As の総称でもある（アミンの砒素類縁体、「有機ヒ素化合物」参照）。第一級、第二級、第三級アミンに対応し、モノアルサンから置換した数に応じて第一級、第二級、第三級アルサンと称される。アルサニウムの4つの水素全てが炭化水素基によって置換されてできたカチオンは第四級アルサニウムと呼ばれる（第四級アンモニウムの砒素類縁体）。